# Polycystis hamata
Polycystis hamata är en plattmaskart som beskrevs av Tor Karling 1986. Polycystis hamata ingår i släktet Polycystis och familjen Polycystididae. Inga underarter finns listade i Catalogue of Life.